# Pałac Harrach w Wiedniu
Pałac Harrach w Wiedniu (Palais Harrach) – pałac znajdujący się w Wiedniu, przy Freyung. Był siedzibą rodu czesko-austriackiego Harrach.
Pałac zbudowany został w stylu włoskiego baroku. Architektem był Domenico Martinelli (1650-1718). Wykonanie nowego pałacu zlecił hrabia Ferdinand Bonaventura von Harrach.

## Literatura
- Günther Heinz: Katalog der Graf Harrach'schen Gemäldegalerie. Palais Harrach, Wien (1960).
- Wilhelm Georg Rizzi, Hellmut Lorenz, Luigi A. Ronzoni u.a.: Palais Harrach, Geschichte, Revitalisierung und Restaurierung des Hauses an der Freyung in Wien, Universitätsverlag Rudolf Trauner, 1995.
- Hellmut Lorenz: Domenico Martinelli und die österreichische Barockarchitektur, Das Stadtpalais Harrach, u.a., Verlag der österreichischen Akademie der Wissenschaften, 1991. ISBN 3-7001-1859-7